# Zarzosa
Zarzosa tỉnh và cộng đồng tự trị La Rioja, phía bắc Tây Ban Nha. Đô thị này có diện tích là 12,89 ki-lô-mét vuông, dân số năm 2009 là 14 người với mật độ 0,77 người/km². Đô thị này có cự ly 77 km so với Logroño.